# Château de Dorches
Le château de Dorches est un ancien château fort du début du XIIe siècle, centre de la seigneurie de Dorches puis centre de châtellenie, dont les ruines se dressent sur le territoire de la commune française de Chanay, dans le département de l'Ain, en région Auvergne-Rhône-Alpes.
Les restes du château sont inscrit aux monuments historiques.

## Localisation
Les vestiges du château de Dorches sont situés sur la commune de Chanay, à 1,5 kilomètre au sud-sud-est du bourg. Le château fut bâti à l'extrémité d'un éperon dominant la cascade de la Dorches, sur l'ancien chemin de Châtillon-en-Michaille à une lieue de Seyssel, dans le département français de l'Ain.

## Historique
La seigneurie avec château fort, possédé en toute justice, est dès le commencement du XIIe siècle entre les mains de Guillaume du Balmey, l'un des fondateurs de la chartreuse de Meyriat, en 1116. Ses descendants prirent le nom de leur seigneurie de Dorches et la conserveront jusqu'en 1280.
La maison de Savoie s'efforça entre autres d'exercer son autorité politique sur le Rhône, centrée sur Seyssel, tête de la navigation. Vers l'amont, de Seyssel au lac Léman par la rive droite, ce fut au XIIIe et au début du XIVe siècle une suite d'acquisitions, de constructions, ou de transformations de châteaux dont Dorches fit partie.
Le 13 décembre 1257, Hugonet de Dorches rend hommage de la seigneurie au comte de Savoie Pierre II.
Par titre du 3 mars 1280,, Marguerite de Dorches, fille de Hugues et femme de Raymond de Livron, damoiseau, vend la moitié de cette terre en toute justice haute, moyenne et basse, à Martin de Châtillon de Seyssel qui fera l'acquisition du surplus de la terre des enfants et héritiers de Jacques de Dorches, chevalier, dernier de cette famille.
Ce Martin de Châtillon transmit la seigneurie de Dorches à ses descendants du nom et armes de Châtillon. Janus, Hudric, Ponce et Michelette de Châtillon, frères et sœurs, seigneurs de Dorches, en qui failli cette seconde branche des seigneurs de Dorches, la vendent à Georges de Vignod, écuyer, seigneur de Bognes (Surjoux), par divers contrats des années 1532 à 1539,. De par ses acquisitions et du chef de Louise de Châtillon, fille de Guy de Châtillon, co-seigneur de Dorches son aïeule, il en devint l'unique seigneur.
En 1584, Galois de Vignod, seigneur de Dorches, par lettres du duc de Savoie Charles-Emmanuel du 1er janvier, vérifiées en la chambre des comptes de Chambéry en août 1585, reçoit inféodation de la justice haute, moyenne et basse de la seigneurie dont les limites sont comprises entre le Rhône, les ruisseaux de la Dorches et de Verseronce et le mandement de Châteauneuf.
Vers 1650 Louis de Vignod, écuyer, est seigneur de Dorches et du Chanay. Ses descendants jouiront de la seigneurie jusqu'en 1740, époque où elle passe à la famille de Constantin de Surjoux.

## Description
Il ne subsiste du château que des ruines.
Il se composait d'un donjon quadrangulaire, percé de meurtrières, construit en bel appareil assemblé en litages réguliers. Précédé par une basse-cour flanquée du côté de l'attaque d'une tour ronde, il est muni à un de ses angles d'une poivrière, et domine une petite enceinte.
D'après des fouilles réalisées dans le dernier quart du XXe siècle, le site aurait été occupé du XIe au XIVe siècle.

## Protection aux monuments historiques
Les restes du château de Dorches sont inscrites au titre des monuments historiques par arrêté du 9 mars 1927.